# Estadio Centenario
34°53′40.38″S 56°9′10.08″V / 34.8945500°S 56.1528000°V
Estadio Centenario er et stadion i Montevideo i Uruguay, der primært bliver brugt til fodbold. Stadionet er hjemmebane for henholdsvis Uruguays fodboldlandshold og storklubben CA Peñarol, og blev bygget i årene 1929-1930. Det har plads til ca. 74.000 tilskuere.

## Historie
Estadio Centenario blev bygget i 1929-1930, så det kunne stå klart til det første Fodbold-VM nogensinde, VM i 1930, som Uruguay skulle arrangere. Her lagde stadionet græs til alle uruguayanernes gruppekampe, samt begge semifinaler. Slutteligt arrangerede det den 30. juli 1930 den første VM-finale nogensinde, da Uruguay besejrede Argentina med 4-2, og dermed på hjemmebane sikrede sig historiens første VM-titel.
Siden VM i 1930 har Estadio Centenario været fast hjemmebane for Uruguays landshold. Det har desuden flere gange været benyttet i forbindelse med det sydamerikanske mesterskab Copa América, som Uruguay har været værter for hele syv gange. Senest i 1995, hvor hjemmeholdet igen selv tog titlen. Til daglig fungerer det desuden som hjemmebane for traditionsklubben CA Peñarol.